# روبرت هايوود
روبرت هايوود (16 سبتمبر 1887 - 1 يونيو 1942) (بالإنجليزية: Robert Haywood)‏ هو لاعب كريكت بريطاني (وحمل سابقاً جنسية المملكة المتحدة لبريطانيا العظمى وأيرلندا).

## وصلات خارجية
- روبرت هايوود على موقع إي آس بي آن كريك إنفو (الإنجليزية)